# الكنز (فلم)
الكنز فيلم تاريخي مصري من إنتاج سنة 2019. الفيلم من إخراج شريف عرفة، وتأليف عبد الرحيم كمال، وإنتاج وليد صبري، ومن بطولة محمد سعد، محمد رمضان، هند صبري، أحمد رزق، هيثم احمد زكي، أحمد حاتم، أمينة خليل، روبي.

## قصة الفيلم
في عام 1975، يقرر حسن بشر العودة من أوروبا بعد دراسته لعلم المصريات إلى منزل العائلة في الأقصر، ويكتشف أن والده قد ترك له وصية مسجلة يروي فيها الكثير من تفاصيل حياته، كما ترك له برديات تعود لفترة حكم الملكة حتشبسوت، ومذكرات مكتوبة بخط اليد ومنسوبة للبطل علي الزيبق، لتتراوح الأحداث بين العصر الفرعوني والعصر العثماني والنصف الأول من القرن العشرين خلال حكم الملك فاروق ليبحث حسن خلال كل هذا عما تركه والده له.

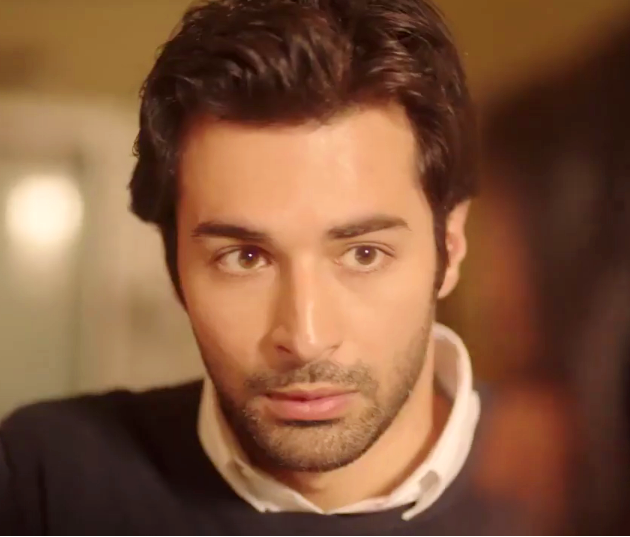
أحمد حاتم في دور حسن بشر الكتاتني

## القصة كاملة
تبدء أحداث الفيلم برجوع حسن بشر (أحمد حاتم) من أوروبا في عام 1975 بعد ما أرسل إليه عمه مصطفى الكتاتني  (هيثم أحمد زكي) يطالبه بالعودة إلى منزل الأسرة بالأقصر وعند وصوله يموت عمه ويقرر حسن بشر أن يبيع القصر وكل ما يملك في مصر ويعود من حيث أتى ولكن يفاجئه الخادم الخاص بوالده بشر باشا (محمد سعد) أن والده ترك له مجموعة من البرديات ومجموعة من شرائط الفيديو يجب أن يشاهدها قبل أن يقرر البيع، بالفعل يقوم حسن بمشاهدة الفيديو الذي يبدء فيه والده بالتحدث إليه عن الكنز الموجود بهذا القصر وأنه يجب أن يقرأ هذه البرديات حتى يعلم ماذا يجب عليه أن يفعل.
يقوم حسن بالبدء في القراءة في بردية حتشبسوت (هند صبري) في زمن العصر الفرعوني وبناء المعابد ومدى الصعوبات التي تعرضت لها الملكة الفرعونية قبل أن تمسك مقاليد الحكم عن طريق زواجها من اخيها الغير شرعي تحوتمس الثاني (رمزي لينر) وكيف تمت السيطرة عليه وعلى ما يقوله على لسانها في ظل صراع بينها وبين رجال الدين كهنة أمون رع الذين كانوا يرفضون بشدة تولية حتشبسوت لعرش مصر لخوفهم من ذكائها وما يجعلها تسيطر عليهم وتقلل من سلطاتهم ويساعدها في ذلك المهندس المعماري أو العشيق السري لها سننموت (هاني عادل) خلال قراءة حسن لهذه البردية ينتقل لبردية علي الزيبق (محمد رمضان) في عصر الدولة العثمانية وزمن الشطار الذين يقفون بالمرصاد للظلم والفساد من الحاكم والوالي والذي توفى والده رأس الغول على يد مقدم الدرك صلاح الكلبي (عباس أبو الحسن) والذي يعلم عن طريق العرافة الذي يتردد عليها أن رأس الغول قد عثر على كنز قديم يعود لألاف السنين في بيت كان يقطنه بالأقصر مما دفعه لقتله ومحاولة قتل زوجته وابنه الذي ينجح بالهرب والأنضمام لفرقة الشطار على خطى والده مما جعله يلقب بعلي الزئبق واثناء تجوله بالسوق يقابل زينب (روبي) والتي يقع بحبها دون أن يعلم أنها أبنة قاتل أبيه وعندما علم كان عليه الأختيار بينها وبين الأنتقام لدم أبيه وهو ما وصل لحسن الكلبي فقام بمساوامته أن يدله على طريق الكنز ويزوجه أبنته ويعفي عنه أو يقتله وهو ما يرفضه علي الزئبق فيأمر بإعدامه ولكن فرقة الشطار تقوم بإنقاذه اثناء قراءة حسن بشر لهذه القصص والذي لا يفهم ماذا يريد والده من جعله يقراها يسرد والده له حكايته في زمن الملك فاروق (محمد محمود عبد العزيز) والبوليس السياسي وكيف كان يحاول المحافظة على منصبه كرئيس البوليس السياسي أي الرجل الثاني بعد الوزير مما جعله يزج بأخيه مصطفى  في السجن لأدمانه المخدرات وكذلك يحاول منع مشاعره الحنونة تجاه المطربة نعمات (أمينة خليل) والذي أحبها ووفر لها كل سب الراحة ولكن بأوامر ملكية خاف أن يتزواجها كل ذلك بمساعدة مساعده عبد العزيز النشار صدفة (أحمد رزق) وسافر للصعيد بأوامر الملك لمحاربة خط الصعيد في الأقصر حيث اشترى هذا القصر وضم له البيت الذي يحوي الكنز بيت علي الزئبق في الماضي.
خلال مشاهدة الفيلم ستعلم أن الكنز بحد ذاته ليس هو المحور المادي الذي تدور حوله الأحداث ولكن أحداث فيلم الكنز تبين مدى الفساد التي تعاني منه البلاد منذ قديم الأزل والصراع على السلطة والتعاملات المزيفة بين السلطة والشعب وسلطة رجال الدين ومدى تدخلهم في شئون البلاد بما يعم بالمصلحة عليهم وكيف تتم عملية التلوين والتكذيب الذي يقومون بها رجال الدين مما يحافظ علهم على مناصبهم وكانتهم بالدولة. ينتهي الجزء الأول لفيلم الكنز بجملة محمد سعد 

## بطولة
| - محمد سعد : بشر الكتاتني - أحمد رزق: عبد العزيز النشار صدفة - هيثم أحمد زكي: مصطفى الكتاتني - أمينة خليل : نعمات رزق - أحمد حاتم: حسن بشر الكتاتني - محمد محمود عبد العزيز: الملك فاروق الأول - أحمد أمين: منولوجست الملهى الليلي - محمد السني:فاضل - عباس فهمي - عبير فاروق: حياة - لبنى محمود: والدة بشر ومصطفى - ماهر سليم - عبد العزيز مخيون: السجين | - محمد رمضان :حسن رأس الغول وعلي الزيبق - روبي : زينب - سوسن بدر: فاطمة الفيومية - عباس أبو الحسن: صلاح الكلبي - أحمد صيام:الشيخ هبة المالطي - الشحات مبروك: عمر - تميم عبده : والي مصر - محمود اللوزي:والي دمشق - الشيخ إيهاب يونس: - الطفل زياد إيهاب:علي الزيبق المصري - محمود حسن: - عبد العزيز مخيون: الشيخ على الله | - هند صبري في دور حتشبسوت - محيي إسماعيل: الكاهن الأكبر - عبد العزيز مخيون: الحكيم إني - هاني عادل: سننموت - جميل برسوم: الملك تحوتمس الأول - رمزي لينر: تحوتمس الثاني - سليم سليمان: - أحمد عبد السلام: - مجدي حفني: - عماد حسن: - محمد عبد الفتاح: - ياسر الاسيوطي: - وليد عزت:كاهن - الطفلة مريم ناصر:نفرو رع |

بالإشتراك مع :
إسماعيل هاشم - مصطفى كوكشا - محمد الشحات - رامي رفعت - هاني التابعي - محمد نصر - محمد جان - محمد حسن الجندي - سولافة غانم - أحمد راشد - محمد أبو السعود - محمود الشربيني - سيد صلاح - حاتم صلاح - خالد عجاج - أيمن سيد - إبراهيم عبد العظيم - الطفلة منة حاتم - عادل بومبة - علي جمال الدين - مجدي عبيد - مجدي عبد الحليم - عطية عرفة - علاء الصغير - عهدي السنان - محمود محمد

## روابط خارجية
- مقالات تستعمل روابط فنية بلا صلة مع ويكي بيانات